# Peracamps
Peracamps es una entidad de población española del municipio de Llovera, perteneciente a la provincia de Lérida, en la comunidad autónoma de Cataluña.

## Historia
A mediados del siglo XIX el lugar, ya por entonces perteneciente a Llovera, tenía contabilizada una población de 22 habitantes. Aparece descrito en el decimosegundo volumen del Diccionario geográfico-estadístico-histórico de España y sus posesiones de Ultramar de Pascual Madoz de la siguiente manera:

PERACAMPS: l. agregado al ayunt. de Llovera, en la prov. de Lérida (13 leg.), part. jud. y dióc. de Solsona (2), aud. terr. y c. g. de Barcelona (15): se compone de 3 casas de campo separadas una de otra, y sit. a la falda de una montaña denominada So Pedró, donde reina el viento del O. llamado sereno, y el clima es sano; ademas de dichas casas hay una igl. (Sta. Maria), aneja de la parr. de Torre de Nagó, y una ermita con el mismo título; asi como ruinas de diferentes masias, que fueron incendiadas en la pasada guerra; los vec. se surten de agua de balsa. Confina el térm. por N. Miraver; E. y S. Llovera, y O. Lloverola: se estiende 1/2 leg. por el primer punto, y 1/4 por los demas. El terreno es de secano y montuoso, con algun monte bajo. caminos el que dirige desde Biosca á Solsona en buen estado: recibe la correspondencia del último punto por espreso. prod.: centeno, espelta y ordio; cria ganado lanar y cabrío, y caza de liebres, conejos y perdices. pobl.: 4 vec., 22 almas. riqueza imp.: 12,963. contr.: el 14'48 por 100 de esta riqueza.
(Madoz, 1849, pp. 796-798)

En 2022 la entidad singular de población tenía empadronados 137 habitantes.